# Campionat del Món de Trial 2016
|  | Per al campionat del món en pista coberta d'aquell any, vegeu Campionat del Món de X-Trial 2016 |

La temporada de 2016 del Campionat del Món de trial fou la 42a edició d'aquest campionat, organitzat per la FIM. El calendari oficial constava de 15 proves puntuables, celebrades entre el 9 d'abril i el 4 de setembre. Dues de les proves programades es disputaren als Països Catalans: el Gran Premi de Catalunya a Cal Rosal (Berguedà) els dies 9 i 10 d'abril i el Gran Premi d'Andorra a Sant Julià de Lòria els dies 11 i 12 de juny.
Toni Bou va guanyar el desè dels seus 18 campionats mundials a l'aire lliure (a data de 2024). Aquella temporada, els sis primers classificats van ser els mateixos que l'anterior, però amb lleugers canvis de posicions: Toni Bou, campió, Adam Raga –ara amb la TRRS– subcampió i Takahisa Fujinami, Albert Cabestany, Jeroni Fajardo (que havia entrat a l'equip de Vertigo aquell any) i Jaime Busto situats del tercer al sisè lloc per aquest ordre. Un altre català es va classificar aquell any entre els deu primers: Miquel Gelabert, desè amb la Sherco en la seva primera temporada al mundial.
Totes les proves puntuables menys una les van guanyar catalans: Toni Bou, dotze i Adam Raga i Albert Cabestany, una cadascun. L'altra la va guanyar Takahisa Fujinami, que recuperava el tercer lloc final al campionat després de quatre anys seguits acabant-hi cinquè.

## Novetats
Aquell any, Adam Raga va estrenar en competició internacional la TRRS, una nova moto catalana que havia creat Jordi Tarrés. Raga, que havia competit sempre amb Gas Gas, es va trobar el 2015 amb la seriosa crisi que va experimentar l'empresa de Salt, que en va provocar la suspensió d'activitats cap al juliol d'aquell any. Coincidint amb això, la nova empresa de Tarrés, TRS Motorcycles, fundada el 2013, va acabar de desenvolupar el seu model de trial al tombant del 2014 i al setembre del 2015 el va presentar públicament, alhora que anunciava el fitxatge d'Adam Raga.

## Sistema de puntuació
Barem de puntuació a partir de 1984:
| Posició | 1  | 2  | 3  | 4  | 5  | 6  | 7 | 8 | 9 | 10 | 11 | 12 | 13 | 14 | 15 |
| Punts   | 20 | 17 | 15 | 13 | 11 | 10 | 9 | 8 | 7 | 6  | 5  | 4  | 3  | 2  | 1  |

## Calendari
Per primera vegada en la història de l'esdeveniment, el Gran Premi disputat a Catalunya es va denominar oficialment així, "Gran Premi de Catalunya", en comptes del tradicional "Gran Premi d'Espanya". En aquella ocasió, es va retre homenatge al primer Campió del Món de trial de la història, Martin Lampkin, mort tot just una setmana abans. Tots els participants van lluir-ne una placa commemorativa a la moto i van dur un crespó negre al dorsal.
| Ronda | Data          | Gran Premi    | Lloc                | Guanyador         |
| ----- | ------------- | ------------- | ------------------- | ----------------- |
| 1     | 9 d'abril     | Catalunya     | Cal Rosal           | Albert Cabestany  |
| 2     | 10 d'abril    | Catalunya     | Cal Rosal           | Toni Bou          |
| 3     | 23 d'abril    | Japó          | Twin Ring Motegi    | Adam Raga         |
| 4     | 24 d'abril    | Japó          | Twin Ring Motegi    | Toni Bou          |
| 5     | 28 de maig    | Alemanya      | Gefrees             | Toni Bou          |
| 6     | 29 de maig    | Alemanya      | Gefrees             | Toni Bou          |
| 7     | 11 de juny    | Andorra       | Sant Julià de Lòria | Toni Bou          |
| 8     | 12 de juny    | Andorra       | Sant Julià de Lòria | Toni Bou          |
| 9     | 18 de juny    | França        | Lorda               | Toni Bou          |
| 10    | 19 de juny    | França        | Lorda               | Takahisa Fujinami |
| 11    | 10 de juliol  | Bèlgica       | Comblain-au-Pont    | Toni Bou          |
| 12    | 16 de juliol  | Gran Bretanya | Tong                | Toni Bou          |
| 13    | 17 de juliol  | Gran Bretanya | Tong                | Toni Bou          |
| 14    | 3 de setembre | Itàlia        | Chiampo             | Toni Bou          |
| 15    | 4 de setembre | Itàlia        | Chiampo             | Toni Bou          |

## Classificació final
| Posició | Pilot             | Motocicleta | Punts |
| ------- | ----------------- | ----------- | ----- |
| 1       | Toni Bou          | Montesa     | 289   |
| 2       | Adam Raga         | TRRS        | 252   |
| 3       | Takahisa Fujinami | Montesa     | 190   |
| 4       | Albert Cabestany  | Sherco      | 181   |
| 5       | Jeroni Fajardo    | Vertigo     | 173   |
| 6       | Jaime Busto       | Montesa     | 168   |
| 7       | James Dabill      | Vertigo     | 145   |
| 8       | Jorge Casales     | Beta        | 94    |
| 9       | Matteo Grattarola | Gas Gas     | 85    |
| 10      | Miquel Gelabert   | Sherco      | 74    |
|         |                   |             |       |
| 15      | Oriol Noguera     | Montesa     | 32    |
| 16      | Pol Tarrés        | TRRS        | 28    |